# Kurfürstliches Schloss (Amberg)

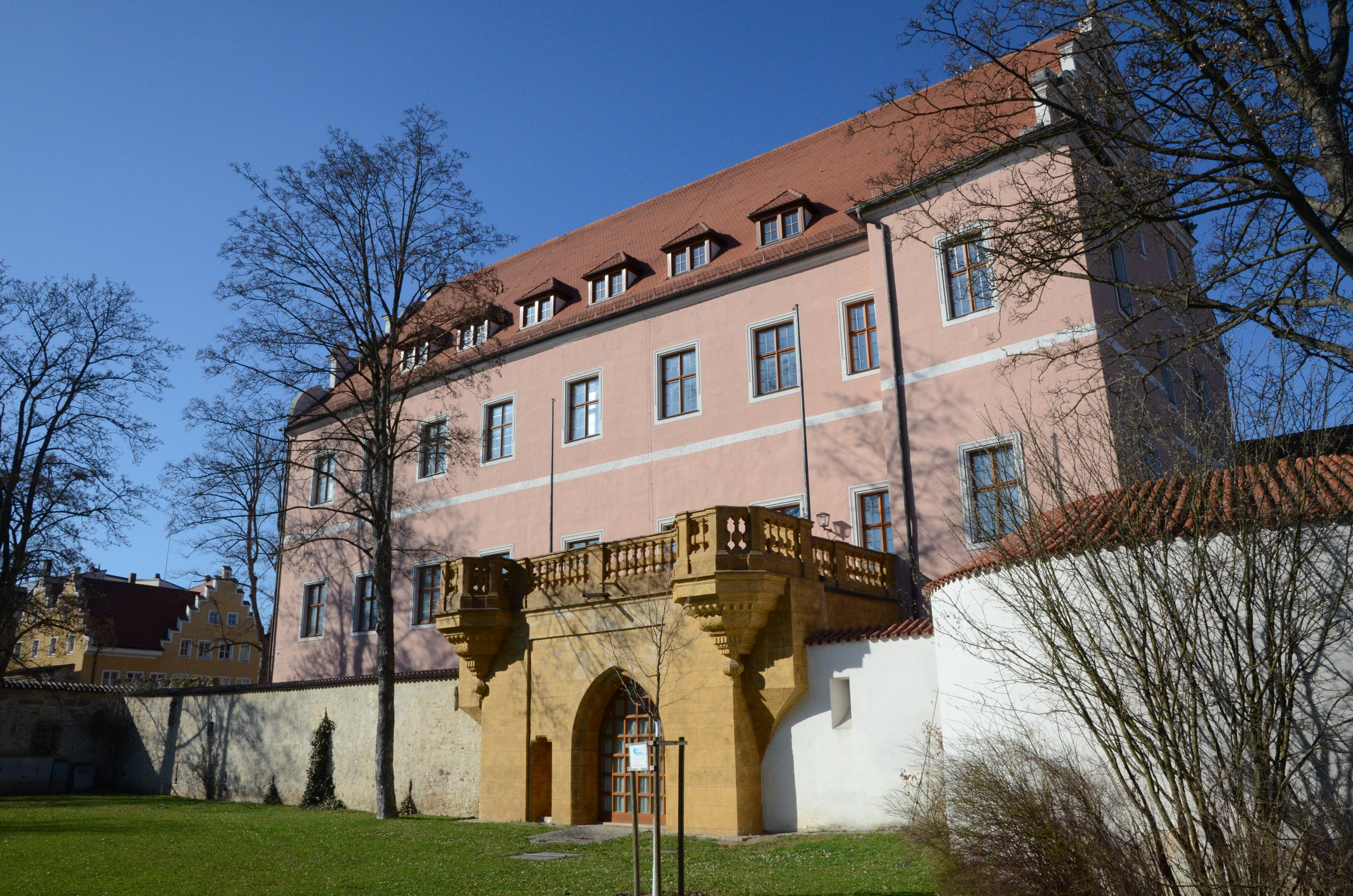
Kurfürstliches Schloss Amberg

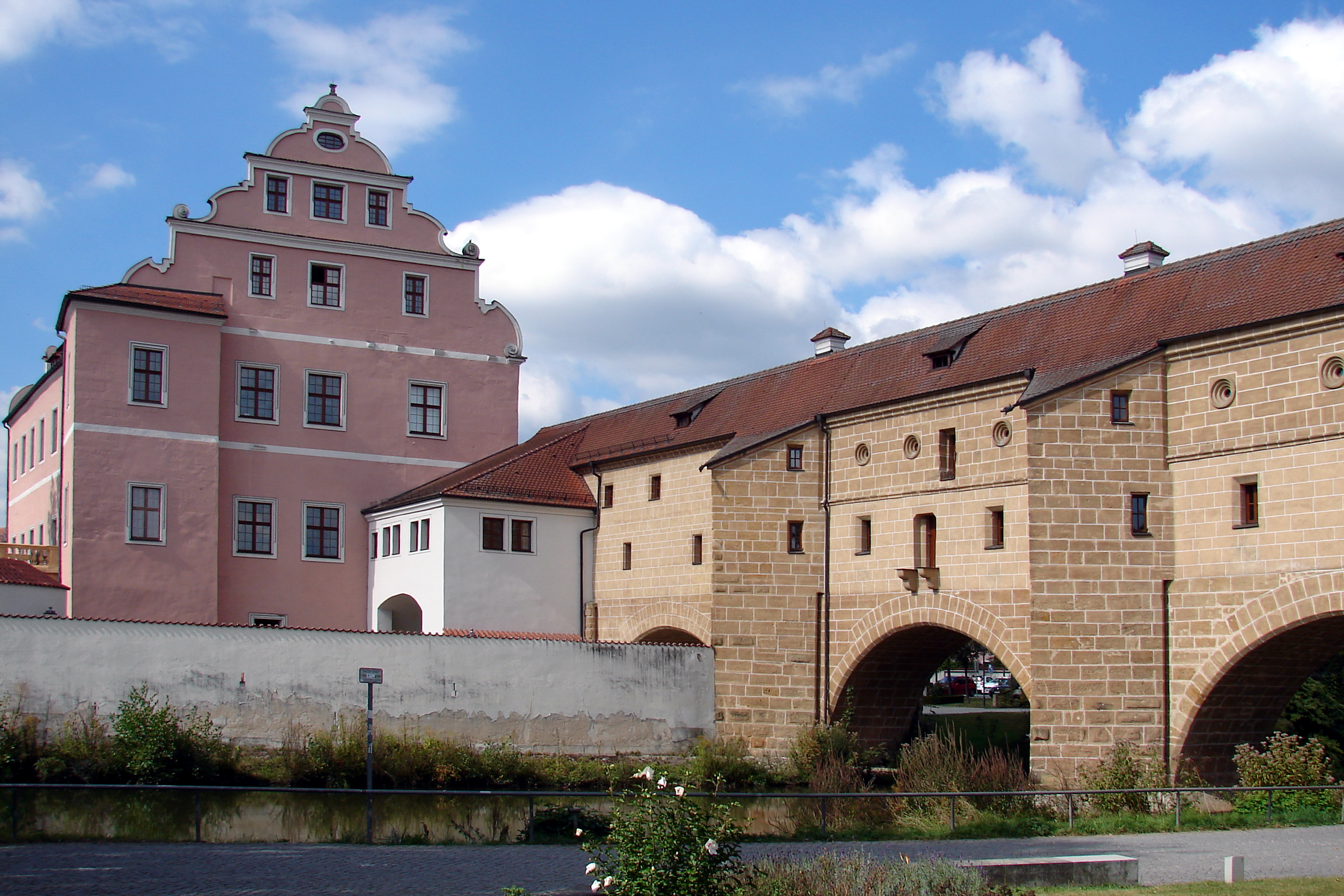
Das Neue Schloss mit der „Stadtbrille“

Das Kurfürstliche Schloss ist ein Schloss in der oberpfälzischen Stadt Amberg in Bayern. Es ist heute das Landratsamt des Landkreises Amberg-Sulzbach.
Die Anlage ist unter der Aktennummer D-3-61-000-334 als denkmalgeschütztes Baudenkmal von Amberg verzeichnet. Ebenso wird sie als Bodendenkmal unter der Aktennummer D-3-6537-0141 im Bayernatlas als „archäologische Befunde des Mittelalters und der frühen Neuzeit im Bereich des Kurfürstlichen Schlosses in Amberg“ geführt.

## Geschichte
Das Schloss wurde ab 1417 durch Kurfürst Ludwig III. von der Pfalz erbaut. Es ersetzte damit die Alte Veste, den bisherigen Aufenthaltsort des Kurprinzen, der als kurpfälzischer Statthalter in der Oberen Pfalz in der Stadt Amberg residierte. Pfalzgraf Friedrich I., der als Vormund für seinen Neffen Philipp regierte, wandelte, nachdem 1454 eine Rebellion (Amberger Aufruhr) gegen ihn gescheitert war, das Schloss noch im 15. Jahrhundert durch den Anbau von Südflügel, Fuchssteinerturm und einem Wassergraben mit Toranlage in eine Zwingburg um. Der gescheiterte Bürgeraufstand führte zu dem ungewöhnlichen Umstand, dass die Residenz zur Stadt hin stärker befestigt wurde als zum umgebenden Land.
Zur „Amberger Hochzeit“ 1474, der Vermählung Philipps von der Pfalz mit Margarete, der Tochter Ludwigs des Reichen, wurde die nachmalige „große Kemenate“, der heutige Hauptbau des Schlosses, erbaut.
Unter Kurfürst Philipp wurden um 1502 der Ost- und Nordflügel des Zeughauses errichtet, das sich auf der gegenüberliegenden Flussseite der Vils befindet und mit dem Schloss durch den Wassertorbau der sogenannten Stadtbrille verbunden ist. Ein kurfürstlicher Zeugmeister lässt sich erstmals 1512 nachweisen.
1557 verursachte ein Blitzschlag einen Großbrand.
Sein heutiges Aussehen mit hohem Volutengiebel und mächtigem Satteldach erhielt es 1603. Der Bau des Südflügels, der 1607 abgeschlossen war, erfolgte unter der Statthalterschaft Christians von Anhalt durch den kurpfälzischen Baumeister Johannes Schoch.
1644 kam es erneut zu einem Großbrand. Von der einst dreiflügeligen Anlage ist nach einem Teilabriss 1768 zugunsten eines Schlossgartens heute nur noch der Südflügel („Neues Schloss“) sowie der Fuchssteinerturm im Norden erhalten. 1834 wurde der Schlossgraben verfüllt.
Das Schloss beherbergte seit dem 19. Jahrhundert das Königlich Bayerische Bezirksamt und Rentamt, für das 1903 ein Neubau im historistischen Stil errichtet wurde, und später das Landratsamt des Landkreises Amberg bzw. ab 1972 des Landkreises Amberg-Sulzbach.

## Beschreibung
Die Anlage ist unter der Aktennummer D-3-61-000-334 in der Denkmalliste Amberg des Bayerischen Landesamtes für Denkmalpflege nachfolgend beschrieben:
- Südflügel des ehem. Kurfürstlichen Schlosses, jetzt Landratsamt, dreigeschossiger Satteldachbau mit profilierten Öffnungen, Volutengiebeln, Treppen und Eckturm, Renaissance, beg. 1416/17, Ausbau 1454, erweiterter Wiederaufbau nach Brand 1578, 1601–03 Umbau und Aufstockung des Südflügels nach Plänen von Johann Schoch, Schloss 1768 bis auf Südflügel abgebrochen
- Terrassenaltane, Sandsteinquaderbau mit Balustersäulen und Kanzeln über gotischem Befestigungstor mit spitzbogigem Durchgang, frühes 17. Jh.
- sog. Stadtbrille, vierbogiger und zweigeschossiger Wassertorbau aus Quadermauerwerk, mit Satteldach und spornförmigen Flusspfeilern, westlich zweigeschossiger Torbau mit Walmdach, bez. 1588
- Teilstück der Stadtmauer mit Unterbau eines Turms und Resten des Zwingers.[5]